# أورلاندو فورتوناتو دي أوليفيرا
أورلاندو فورتوناتو دي أوليفيرا (بالبرتغالية: Orlando Fortunato de Oliveira‏) هو مخرج أفلام أنغولي من مواليد 1946.

## الحياة المبكّرة والتعليم
ولد أورلاندو فورتوناتو دي أوليفيرا في العشرين من آذار/مارس عام 1946 في بينغيلا. درسَ فيزياء الأرض في الجامعة الكاثوليكية الأمريكية قبل أن يتحول إلى السينما.

## المسيرة المهنية
قام أوليفيرا بتصويرِ فيلم قطار كانوكا (بالبرتغالية: Comboio de Canhoca‏) عام 1989 ولأسباب سياسية لم يتم إصدار الفيلم حتى عام 2004 أي بعد أزيد من 15 سنة من تصويره. يُوثّق الفيلم فظائع استعمارية حقيقية وقعت في الخمسينيات حينما اعتقلت الشرطة السرية البرتغالية 59 أنغوليًا ووضعتهم في عربة قطار تُركَ على جانب سكة حديدية لمدة ثلاثة أيام، ومع ازدياد حرارة الشمس وقلّة الأوكسجين بدأ السجناء ينهارون واحدًا تلو الآخر وفارق عددٌ منهم الحياة.

## قائمة أعماله
| السنة | العنوان       | العنوان الأصلي     | المرجع |
| ----- | ------------- | ------------------ | ------ |
| 1978  | حالتنا        | Um Caso Nosso      | [ 10 ] |
| 1982  | ذاكرة اليوم   | Memoria de um Dia  | [ 11 ] |
| 1985  | حفلة الجزيرة  | Festa d’Ilha       | [ 12 ] |
| 2000  | أجوستينو نيتو | Agostinho Neto     | [ 13 ] |
| 2004  | قطار كانوكا   | Comboio de Canhoca | [ 14 ] |
| 2010  | باتيبا        | Batepá             | [ 15 ] |